# Українська еміграція

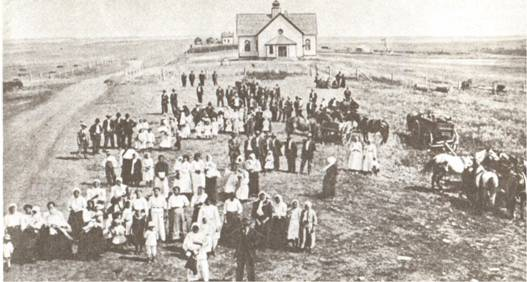
Українські переселенці у США, штат Північна Дакота, кінець XIX ст.

Украї́нська емігра́ція — термін для визначення українського населення, яке вимушено чи добровільно з економічних, політичних або релігійних причин переселилося за межі етнічної території в іншу країну на постійне чи тривале проживання. Явище починається у другій половині — наприкінці XIX століття і продовжується по нинішній день. Феномен української еміграції та діаспори як частини світового українства є унікальним явищем культури й історії України.

## Хвилі української еміграції
Дослідники визначають п'ять хвиль переселенського руху в історії української еміграції.

### Перша хвиля

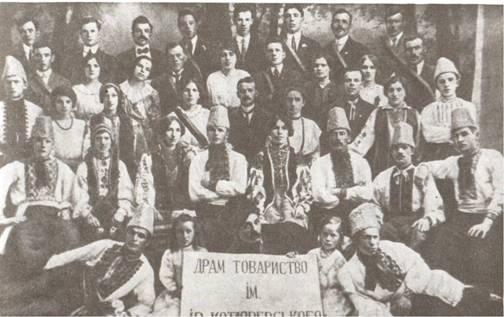
Драматичне товариство ім. І. Котляревського, Вінніпег, Канада, 1914

Перша хвиля починається з останньої чверті XIX століття і триває до початку Першої світової війни. Ця масова трудова еміграція до США розпочалася у 1877 році, до Бразилії — у 1880-ті роки, у Канаду — з 1891 року, до Російського Сибіру — після революції 1905–1907 рр. Виїздили й до Аргентини, Австралії, Нової Зеландії, на Гавайські острови. Цю першу хвилю еміграції спричинили як і аграрна перенаселеність українських територій, так і утиски: економічні, соціальні, політичні, — і національний гніт з боку Австро-Угорської і російської імперій. Нащадки цієї хвилі еміграції зараз у шостому-сьомому поколіннях і більш схильні звати себе українцями за походженням — радше ніж емігрантами у країнах проживання.
Відомо, що у 1891–1901 роках зі Східної Галичини емігрували до Канади і США 78 тисяч українців. У 1901–1911 роках виїхало 224 тисяч чоловік. Таким чином, на початку XX століття лише зі Східної Галичини емігрувало понад 302 тисячі українців.
Наприкінці 19 століття еміграційний синдикат, створений канадським урядом, відправив на територію Західної України понад 6 тисяч вербувальників. Агент, що завербував сім'ю до Канади, отримував від 2 до 5 доларів за кожного переселенця.

### Друга хвиля
Друга хвиля еміграції українців охоплювала період між Першою і Другою світовими війнами у ХХ столітті і була зумовлена поєднанням соціально-економічних та політичних причин. Емігрували в основному ті українці, які зі зброєю в руках боролися проти радянської влади, підтримували Центральну Раду, Директорію, Гетьманат. Це були великі й середні землевласники, торговці, службовці, священнослужителі, інтелігенція, солдати і козаки українських військових з'єднань. Вони виїздили до Польщі, Чехословаччини, Австрії, Румунії, Болгарії, Німеччини, Франції, США і Канади.

### Третя хвиля
Третя хвиля еміграції викликана головним чином політичними мотивами і розпочалася наприкінці Другої світової війни. Більшою мірою це репатріанти з англійської, американської, французької окупаційних зон. Найчисленнішими серед них були колишні військовополонені, яких сталінсько-беріївський режим вважав зрадниками. Істотну частину переміщених осіб становили люди, силоміць забрані на роботи до Німеччини. Були тут також, звичайно, і біженці, хто відверто сповідував антирадянські погляди. Більшість емігрантів цієї хвилі осіла в Канаді, США, Великій Британії, Австралії, Бразилії, Аргентині, Франції.

Згідно британо-канадському політологу Тарасу Кузьо:
Десятки тисяч українських солдатів та примусових робітників (нім. Gastarbeiter) приїхали до Великої Британії в кінці 1940-х років, і нестача українських жінок призвела до того, що вони одружувалися з іншими католицькими іммігрантами з Італії, Ірландії та Австрії.

### Четверта хвиля
Четверта хвиля — так звана «заробітчанська» — розпочалася у 1990-х роках. Її головні причини — економічна скрута перехідного періоду в Україні. Деякі дослідники наголошують на умисному створенні безробіття, головним чином — у Західній Україні. У результаті цього на тимчасову роботу в країни Європи, Америки і в Росію виїхало близько 7—8 млн людей. Частина з них, ймовірно, вже не повернеться в Україну.
За оцінкою директора Інституту досліджень діаспори (Київ) Ігоря Винниченка на 2001 за межами України проживало 10—13 млн українців.
Унаслідок того, що активна частина нації була вимушена виїздити за межі власної країни під тиском економічних, політичних і воєнних обставин, а також внаслідок відсутності повноцінної Української держави на етнічних землях українців, за кордоном українство продовжувало і розвивало національні державні (УНР), політичні (практично весь спектр політичних партій у діаспорі), громадські, культурні, наукові, духовні інституції. Для української діаспори однією з найвищих соціокультурних цінностей стала мета відновлення повноцінної Української держави.
Зорганізована українська діаспора в США сприяє українським емігрантам четвертої хвилі в пошуку роботи, житла, налагодженню бізнесових контактів тощо. З цією ціллю створено сайт оголошень української діаспори в США: www.ukrdiaspora.com — головною метою якого є підтримування зв'язків як і між самими емігрантами, так із Батьківщиною.
У 2014-2016 роках внаслідок війни та пов'язаного з нею економічного спаду відбулося різке зростання еміграції з України, зокрема в Європейський Союз.
Українські заробітчани пересилають значні кошти в Україну. Так, у 2018 р. ці перекази склали 14 млрд. дол. США
Після підписання безвізового режиму з ЄС, а також спрощення працевлаштування в Польщі, різко зросла кількість заробітчан, що працюють в Польщі. Польща стала основною країною для українських заробітчан, в той же час українці склали найбільшу частину емігрантів в Польщі. Так, за даними міністерства праці України, у 2019 році одночасно в Польщі перебувало 1,5-2 млн чоловік, а за рік на працю до Польщі виїздило до 9 млн українців. Станом на 2019 рік мінімальна зарплата в Польщі складала близько 2100 злотих, що приблизно дорівнює 14 000 гривень. В той же час мінімальна зарплата в Україні складала 4000 гривень і навіть її не завжди виплачувати — платили або пів-ставки або й чверть, таке спостерігається в маленьких містечках і селах. Другою найпопулярнішою країною для заробітчан була Чехія. Здебільшого українці працюють важко фізично на низькокваліфікованих роботах, де часто і знання мови не потрібні — в сільському господарстві, на будівництві, на фабриках і заводах. Значно менше — в сфері послуг, і то, переважно жінки та молодь.
За 2021 рік найбільше за останні роки виїхало і не повернулося додому українців — 600 тис. Частково це пояснюють тим, що частина заробітчан відклала виїзд за кордон у 2020 році, коли були значні коронавірусні обмеження. Загалом із 2011 по 2020 рік з України виїхали і не повернулися 2,6 млн українців.

### П'ята хвиля
Основна стаття: Міграційна криза внаслідок російсько-української війни
5-та хвиля еміграції почалася у зв'язку з вторгненням Росії в Україну. Прагнучи безпеки, українські громадяни масово виїжджали до Польщі, Угорщини, Словаччини, Румунії та Молдови. Через ускладнення в організації гуманітарних коридорів для виходу з оточених ЗС РФ міст, багато українців виїжджали на підконтрольну РФ територію. Трохи більше, ніж за два тижні від початку воєнних дій країну покинуло 2,5 мільйона осіб.

## Соціальний склад української еміграції
Перша хвиля (умовно з 1865 р. до початку Першої світової війни). У літературі цю хвилю називають «трудовою еміграцією». Загалом це було «перекачування робочої сили», де шукати кращої долі йшли переважно молоді, самотні чоловіки, бідні й неписьменні та молодь, яка не бажала служити в російській чи австрійській арміях. Вони швидко осідали на нових землях, створювали сім'ї, ставали громадянами тих країн, в які потрапляли, хоча все життя сумували за Батьківщиною. Відплив інтелектуальних сил був незначний, оскільки їх представники могли забезпечити більш-менш безбідне життя в межах Росії чи Австрії. За політичними мотивами виїздили, як правило, одиниці.
Друга хвиля еміграції (між Першою та Другою світовими війнами) була викликана не тільки економічними, а й соціально-політичними чинниками. Її основу становили переважно ті, хто був не згодний з режимами, які встановились після війни, або ті, хто зі зброєю боровся проти радянської влади. В еміграції опинилися керівники та громадяни Української Народної Республіки, великі і середні землевласники, власники промислових підприємств, торгівці, службовці, священики, люди вільних професій. Частина з них виїздила до США, Канади та Південної Америки, однак основна маса осідала в країнах Західної Європи — Австрії, Чехословаччині, Польщі, Німеччині. На відміну від першої друга хвиля еміграції мала значний інтелектуальний потенціал, тим більше, що у її складі виявилися відомі українські письменники, публіцисти, культурно-освітні та наукові діячі. Осередком української наукової еміграції того часу були Чехословаччина та Німеччина.
Третя хвиля еміграції хронологічно охоплює період кінця другої світової війни до 80-х років, отримавши назву «політичної». Основними її представниками стали антирадянські елементи, військовополонені та люди, вивезені до Німеччини на примусові роботи, які з різних причин не змогли повернутися на батьківщину. З 70-х років склад української еміграції поповнився дисидентами. Стосовно її інтелектуального рівня, то крім частини представників другої хвилі еміграції в неї влилися нові сили як з СРСР, так і ті, що виросли і були виховані в діаспорі. Що стосується третьої групи, тут треба зупинитись детальніше. Їх складали люди, що співчували українському визвольному рухові і належали до військових формувань .
Політична українська еміграція увібрала в себе в основному людей освічених, свідомих. Це були вихідці з міст, містечок та сіл. Поневіряння «переміщених» у таборах, їхні пошуки пристановища у новому для них світі зображені в багатьох мемуарах та свідченнях як учасників, так і свідків цієї драми. Дещо інший погляд має О. Субтельний. Він у своїй книзі «Україна. Історія» так характеризує соціальний склад повоєнної еміграції: "Серед українських «переміщених осіб» були різні люди. Меншість складали ті, хто став вигнанцем через свої політичні переконання. Це були переважно представники інтелігенції, що негативно ставились до радянського режиму і втекли на Захід перед поверненням Червоної армії. Більшість «переміщених осіб» становили робітники, примусово вивезені до Німеччини. Відмовившись від репатріації, вони ставали вигнанцями.
На відміну від емігрантів попереднього періоду, серед «переміщених осіб» було чимало людей із спеціальною освітою. Серед них майже тисяча вчителів, 400 інженерів, 850 юристів, 300 лікарів та стільки ж духовних осіб, а також близько 200 вчених та інших.
Стосовно професійного та вікового складу українських емігрантів бачимо чимало розбіжностей: По-перше, українці досить часто видавали себе за представників інших національностей, наприклад, поляків, румунів та інших. Робили вони це для того, щоб уникнути примусової репатріації або скористатись з переселенських можливостей різних організацій.
По-друге, різні організації найточніші дані наводять за зонами, в яких вони безпосередньо працювали, і дають надто приблизні дані стосовно тих зон, в яких вони не працювали або не мали впливу взагалі. Хоча жодне з джерел не претендує на абсолютну точність, проте загальний висновок зробити можна. Суть його в тому, що третя хвиля української еміграції за своїм соціальним складом була надзвичайно строкатою, значно краще освіченою, ніж будь-яка попередня. Саме це справило відчутний соціально-економічний вплив на закордонну українську громаду. Емігранти, що прибували після війни в країну свого поселення, не тільки поповнювали українську діаспору в кількісному відношенні, а й зробили великий внесок у розвиток економіки, науки, культури країн свого поселення. Професійний та соціальний склад еміграції, як і її масштаби, частково визначався потребою тих країн, які приймали переселенців. Так у перші повоєнні роки емігрантами були некваліфіковані робітники міста та села.
В українських повоєнних емігрантів існувало чимало проблем. Найважливішими серед них були: проблема старшого покоління та проблема розміщення української еміграційної інтелігенції. Що стосується першої проблеми, то з боку тих організацій, які виступали від імені переселенців, не було виявлено рішучого опору проти вербування лише молодих, фізично сильних українців. Щодо емігрантської інтелігенції виявилось, що ця соціальна група в основній своїй масі була зайвою для країн, яким потрібна була робоча сила. Освічені представники української нації опинились в незавидному становищі. На щастя, така ситуація тривала недовго. На початку 1950-х років західні країни почали надавати перевагу дипломованим спеціалістам.
Отже, спершу серед емігрантів значно переважали чоловіки молодого та середнього віку, працездатні особи. Для післявоєнних років характерне значне переважання міської еміграції над сільською. Остання значно краще заохочувалась урядами країн, що приймали емігрантів, особливо на початку 50-х років. Аналіз соціального складу української еміграції 1945—1947 років дозволяє виділити їх найхарактерніші риси: 1) по-перше, українська еміграція, переконавшись в антигуманній суті радянського режиму, продемонструвала перед світом рішучий протест проти постулатів радянської системи. Тим самим вона продовжувала боротьбу проти тоталітаризму в СРСР, перш за все в УРСР. Вся еміграційна діяльність скерована під тим кутом. Таким чином, причини для цієї еміграції були дуже серйозними, а її склад був різноманітним, за соціальними, демографічними, політичними чинниками.
Четверта хвиля так звана «заробітчанська» — розпочалася у 1990-х роках уже з незалежної суверенної України.
Загалом станом на грудень 1994 р. за межами України проживало близько 16 млн українців. У кількісному відношенні картина розселення українців має такий вигляд: Росія — 4,4 млн, США — близько 2 млн, Канада — 1 млн, Казахстан — 896 тис., Молдова — 600, Польща — 600, Бразилія — 400, Румунія — 300, Білорусь — 291, Аргентина — 200, Узбекистан — 153, Словаччина — 150, Киргизстан — 108, Латвія — 92, Югославія — 55, Грузія — 53, Чехія — 50, Литва — 45, Естонія — 44, Таджикистан — 42, Франція — 40, Китай — З0, Німеччина — 25, Австралія — 35 (це число постійно зростає), Британія — 20, Уругвай — 15, Парагвай — 10, Туреччина — 10, Венесуела — 6, Австрія — 5, Бельгія — 4 тис. чол. У таких країнах, як Греція, Іран, Іспанія, Нідерланди, Скандинавські держави, проживає від 1 тис. до 200 українців.
У західній діаспорі діє 94 українських громадсько-політичних організацій, 32 професійних об'єднання, 38 церковних, 17 молодіжних та 12 жіночих організацій, 17 видавництв, виходять 184 українські газети та журнали. Найбільш впливовими громадсько-політичними об'єднаннями західної діаспори є Світовий конгрес українців (СКВУ), який об'єднує близько 130 політичних угрупувань з центром в Торонто (Канада); Український народний союз (УНС), заснований 1894 р. у США (Нью-Джерсі); Українська робітнича спілка (УРС), заснована в США (Пенсильванія) у 1910 p.; Конґрес Українців Канади (КУК) — центр у Вінніпезі; Організація українських націоналістів (ОУН), організована 1929 р. у Відні; Український демократичний рух (УДР) — антибандерівський центр, організований 1976 р. в США; Українська революційно-демократична партія (УРДП) — в своєму сучасному вигляді оформлена 1946 р. з центром в Торонто; Українське національне об'єднання (УНО) — має 100 відділків, центр організації м. Едмонтон (Канада) та ін.
Функціонують також регіональні та територіальні українські громадсько-політичні організації, які об'єднують українців тієї чи іншої країни або регіону, численні об'єднання українських колективів, земляцьких товариств.
Серед партій найбільш впливовою і масовою залишається Організація українських націоналістів-революціонерів (ОУНрев), головою якої був С. Бандера. Партія обстоювала революційний шлях до незалежності України, тяжіючи до авторитарного стилю, намагаючись контролювати всі галузі суспільного життя, підпорядкувати своєму впливові всі громадські, релігійні, культурно-освітні організації.
Досить значною, якщо не найбільшою у західній діаспорі, є група партій національно-демократичного напряму, пов'язаного з активізацією ОУНс (мельниківці), УРДП та УГРВ—ОУНз (Організація українських націоналістів за кордоном). Перша з названих партій була організована Є. Коновальцем, А. Мельником, О. Штум-Ждановичем. Своїм завданням вона вважала боротьбу проти Російської імперії, а не проти російського народу. Борючись проти комунізму, партія підтримувала тих комуністів, які обстоювали людські та національні права, виступали за надання Україні політичних атрибутів суверенної демократичної держави. Органами ОУНс є газета «Новий шлях» (Торонто), «Українське слово» (Париж), «Наш клич» (Буенос-Айрес), журнал «Самостійна Україна» (Чикаго). УРДП часто називають партією українців із східних областей. Вона підтримує демократично-революційні та національно-визвольні рухи, однак виключає тоталітаризм, комунізм і фашизм. Партією видаються газета «Українські вісті» (Детройт), часописи «Український Прометей», «Наші позиції». ОУНз відділилась від ОУНрев, відібравши найбільшу частину інтелігенції. Партія виступає за демократичний вибір, не сприймаючи авторитаризму. Вона є організатором видавництва «Пролог», редагує «Енциклопедію української діаспори», «Літопис УПА», часописи «Патріархат», «Українське слово», «Сучасність».
Цілком очевидно, що великий людський масив західної української діаспори, поділений полярними політичними орієнтаціями, крім громадсько-політичних установ та організацій зі своїми видавництвами, газетами, журналами має також 46 наукових та навчальних закладів, 41 культурно-мистецьку організацію, формування яких має свою історію ще з перших часів другої хвилі еміграції. Так, 1920 р. у Відні був організований Український вільний університет, перенесений пізніше до Праги. На початку 20-х років у Чехословаччині було організовано Українську господарчу академію (1922), Вищий педагогічний інститут ім. М. Драгоманова (1923), Студію класичних мистецтв (1923), Український інститут громадознавства (1925 р., на базі віденського Українського соціологічного інституту, заснованого ще М. Грушевським), Українське історико-філологічне товариство (1926).
У Німеччині з листопада 1926 р. почав діяти Український науковий інститут. Щоправда, в роки другої світової війни працював тільки Український вільний університет, переведений з Праги до Мюнхена, а Українська господарська академія стала Українською технологічно-господарською академією із заочною формою навчання.
В 1968 р. був організований Український науковий інститут Гарвардського університету. На сьогодні основними науковими та культурно-освітніми центрами західної діаспори є Наукове товариство ім. Т. Г. Шевченка, Асоціація діячів української культури (Нью-Йорк), Українська академія мистецтв та культури (Нью-Йорк), Українська вільна академія наук (Ауґсбурґ, Німеччина), Український науковий інститут Гарвардського університету (Кембридж, Массачусетс), Український інститут Америки (Нью-Йорк), Канадський інститут українських студій (Едмонтон), Український католицький університет (Рим), Український вільний університет (Мюнхен). В названих закладах провадиться значна наукова діяльність, плекаючи та збагачуючи українську літературу, мову, культуру, національні традиції українського народу, поряд з якими серйозна увага приділяється дослідженню філософських та соціально-політичних проблем.

### Інтернет ресурси
- Медіа-портал української діаспори VIDIA [Архівовано 29 грудня 2018 у Wayback Machine.]
- Мости в Україну / Укладачі: Володимир Білецький, Віра Боднарук, Богдан Боднарук. — Донецьк: Український культурологічний центр, Східний видавничий дім. — 2005. — 116 с. [Архівовано 11 жовтня 2007 у Wayback Machine.]
- 4,5 млн українців «орють» закордон [Архівовано 9 жовтня 2009 у Wayback Machine.] // «Україна Молода» за 11 квітня 2008 року
- Косинська Юлія «В Україні, сину, ти робив би все це для своїх…» Українська родина з Барселони — про власний досвід чужини, стосунки між земляками в Іспанії та ставлення українських дипломатів до наших заробітчан [Архівовано 5 жовтня 2009 у Wayback Machine.] // «Україна Молода» № 213 за 12 листопада 2008 року
- Українська трудова еміграція до Австралії[недоступне посилання з травня 2019] (Special Broadcasting Service, 16 червня 2009) — подкаст: feed://feeds.feedburner.com/sbsukraine [Архівовано 25 березня 2016 у Wayback Machine.]
- Електронна бібліотека «DIASPORIANA» Проект зі збереження інтелектуальної спадщини української еміграції [Архівовано 9 серпня 2018 у Wayback Machine.]
- Навчальні матеріали онлайн Філософська та соціально-політична думка в українській діаспорі [Архівовано 24 грудня 2014 у Wayback Machine.]
- Проєкт «Віртуальний некрополь української еміграції» [Архівовано 25 листопада 2020 у Wayback Machine.] Українського інституту національної пам’яті